# Xysticus ferox
Xysticus ferox är en spindelart som först beskrevs av Nicholas Marcellus Hentz 1847.  Xysticus ferox ingår i släktet Xysticus och familjen krabbspindlar. Inga underarter finns listade i Catalogue of Life.